# Charles Louis Joseph Bazoche

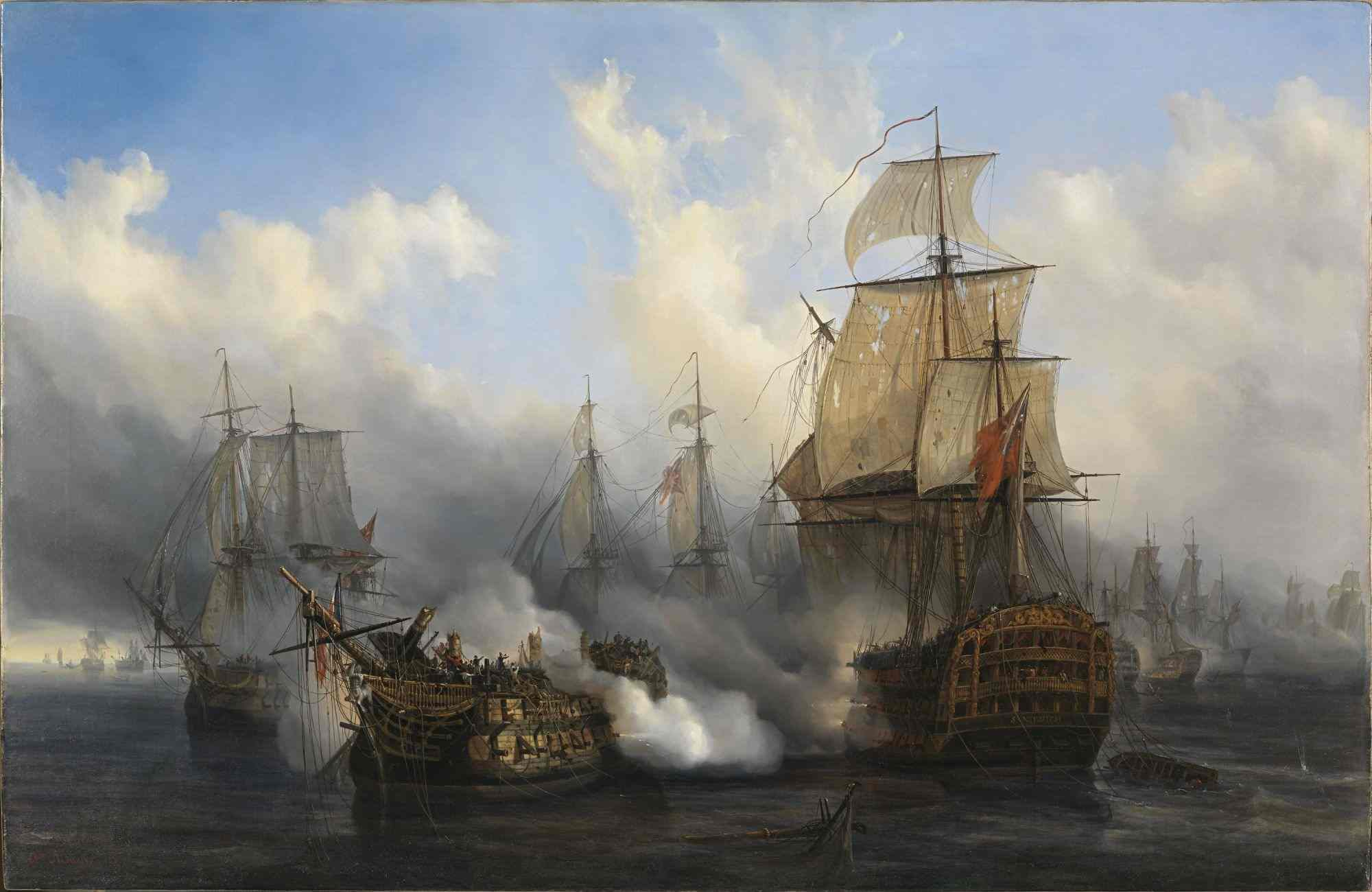
Le Bucentaure à Trafalgar.

Charles Louis Joseph Bazoche, né le 21 octobre 1784 à Nancy et décédé le 22 juin 1853 à Brest, est un officier de marine qui fut gouverneur de l'ile Bourbon (ile de la Réunion) de 1841 à 1846.

## Une vocation maritime inattendue
Fils de Claude Bazoche (1742 - 1805), ancien officier de l'armée de terre, puis domestique, et de Marie Ferry (1757 - 1803), Charles Louis Joseph Bazoche nait à Nancy le 21 octobre 1784. Il y fait, entre 1797 et 1800, quelques études de mathématiques et de dessin, sur lesquelles on a peu de détails.
On ne sait pour quelle raison, étant donné qu'il était originaire d'une région bien éloignée de la mer, surtout à cette époque, il est attiré par la marine et s'embarque à Toulon, en 1801, en qualité de novice.
Ainsi commence sa carrière militaire qui va l'entraîner dans les campagnes napoléoniennes.

## Les batailles navales napoléoniennes
Aspirant de 2e classe en 1802, il fait la campagne de Saint Domingue sur la Constitution où il se distingue dans les opérations menées contre les révoltés noirs.
En 1802, il passe sur la frégate la Cornélie et croise en Méditerranée, à Alger, en Égypte et dans les îles grecques. Rentré à Toulon en 1803, il est affecté sur la corvette le Bienvenu puis sur la frégate le Muiron.
Nommé aspirant de 1re classe en 1804, il est embarqué sur le Bucentaure, vaisseau de 80 canons, navire amiral de l'escadre commandée par le vice-amiral Villeneuve qui le prend dans son état-major. Il participe ainsi à la campagne de 1805, aux Antilles, puis aux combats du Cap Finisterre et de Trafalgar. Grièvement blessé à l'épaule et au genou au cours du combat de Trafalgar, le 21 octobre 1805, il contribue, après la bataille, à la reprise par l'équipage de son vaisseau capturé par les Anglais en maîtrisant l'équipage de prise.
Cependant, le Bucentaure fait malgré tout naufrage. Rescapé, il est affecté sur le vaisseau de 74 canons le Héros réfugié à Cadix et est un moment envoyé à Algésiras.
En juin 1808, les insurgés espagnols bombardent le port de Cadix et attaquent pendant deux jours les vaisseaux français avec des forces supérieures. Nommé enseigne de vaisseau par le vice-amiral Rosily au début de l'attaque, il est fait prisonnier par les Espagnols puis échangé et libéré par la suite.
Ayant rejoint la France, il est quelque temps employé au port de Lorient.
Embarqué en 1808 sur le vaisseau de 74 canons le d'Hautpoul, comme officier de manœuvre, il fait campagne aux Antilles. Le 17 avril 1809, un combat s'engage pendant plus de deux heures contre l'escadre anglaise de l'amiral Cochrane, contre le vaisseau de 80 canons le Pompée et les frégates de 44 canons Latone et Étalion. À la suite d'une chasse de 24 heures, il est fait prisonnier, sans avoir quitté son poste après avoir été blessé à la tête. Il est ensuite échangé en 1809 à la Martinique et embarque sur un brick américain à destination de Boston. Ayant coulé bas au large de Charleston, il est recueilli par un autre brick américain, après 3 jours de naufrage. De New York, il rentre en France sur un navire parlementaire et rejoint Lorient, en 1810, où il prend le commandement du brick le Plumper puis commande, de 1811 à 1814, la corvette aviso de 10 canons la Vedette, avec laquelle il est envoyé en parlementaire en Angleterre, en 1812.
Il est promu lieutenant de vaisseau en 1812, puis capitaine de frégate à titre provisoire en 1814, à titre définitif en 1815, il est affecté au service du port de Brest.

## Croisières et batailles coloniales

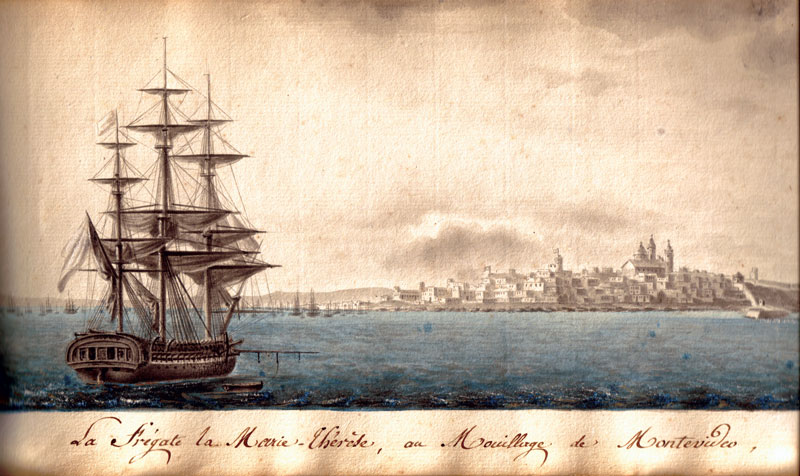
La frégate La Marie-Thérèse sous le commandement du Capitaine de frégate Bazoche, au mouillage à Montevideo vers 1825 - Extrait du carnet de croquis de Charles Bazoche

En 1817, il reçoit le commandement de la frégate de 44 canons la Flore, et se rend à Cayenne où il contribue à la reprise de possession de la Guyane, puis à Cuba et dans les Antilles où, en 1818, il prend le service du port de la Martinique.
De retour en France, il est sous-directeur du port de Brest, de 1818 à 1820.
En 1821, il se rend sur le brick l'Euryale à Terre-Neuve pour commander la station puis croise en Manche et sur les côtes de France et d'Espagne. Il s'empare d'un brick de commerce espagnol chargé de fusils et munitions.
Nommé capitaine de vaisseau de 2e classe, en 1823, il prend le commandement de la frégate de 60 canons la Marie-Thérèse, avec laquelle il fait une longue campagne sur les côtes de l'Amérique du Sud, au Chili, au Pérou et au Brésil, sous les ordres du contre-amiral de Rosamel.
Rentré à Brest en 1828, il prend le commandement de la frégate de 60 canons la Belle Gabrielle avec laquelle il fait campagne aux Antilles et stationne dans le Tage.
Promu capitaine de vaisseau de 1re classe en 1829, il est nommé le 1er janvier 1830 major de la Marine à Brest.
Appelé à commander le vaisseau de 80 canons le Duquesne, il participe, sous les ordres de l'amiral Duperré, à l'expédition contre Alger, en juin et juillet 1830 et prend part à l'attaque des forts. Il est chargé de rapporter en France des caisses provenant du trésor confisqué à Alger (quatre tonnes d'or et vingt-cinq tonnes d'argent).
Major des équipages de ligne de la division de Brest, de la fin 1830 à février 1832, il commande ensuite cette division jusqu'à 1835.

## L'expédition du Mexique[3]

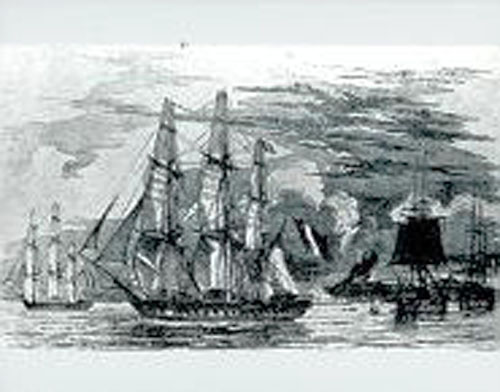
Navires français lors du blocus de 1837 - 1838

En 1834, il embarque comme commandant sur la frégate de 60 canons l'Herminie avec laquelle il accomplit diverses missions à Tanger, Tunis et Constantinople puis part commander la station de la Havane et du golfe du Mexique. En 1836, en croisière devant Oran, il sauve quatre naufragés espagnols.
Au printemps 1838, toujours sur l'Herminie, « il notifia au gouvernement mexicain que ses côtes étaient soumises à un blocus. Mais il avait si peu de navires à sa disposition que ce blocus ressemblait plutôt à une farce. À plusieurs reprises, on lui envoya d'autres petites unités, mais sans résultats. La seule façon d'imposer une solution au Mexique était d'attaquer son port principal, Vera Cruz, ce que Bazoche n'osait faire, car ce port était puissamment fortifié. Et ses équipages s'usaient rapidement en mer et étaient décimés par la fièvre jaune. Désespéré, il demanda son rappel. Au début de l'automne, il fut remplacé ».
C'est dans ces conditions, après huit mois passés au large des côtes du Mexique, avec un équipage épuisé, lui-même étant atteint de la fièvre jaune, qu'il fait naufrage le 2 décembre 1838 à proximité des Bermudes.
Rentré en France, au début de 1839, il est traduit devant un Conseil de Guerre à Brest, pour répondre de la perte de l'Herminie. Bazoche n'est pas considéré comme responsable du naufrage et de la perte du navire, il est acquitté « honorablement » et n'en est pas pénalisé dans la suite de sa carrière. Il reçoit même des témoignages de sympathie de la part de ses supérieurs et de ses pairs.
Il est nommé en 1839 major de la Marine à Brest.

## Gouverneur de l'île Bourbon (île de la Réunion)

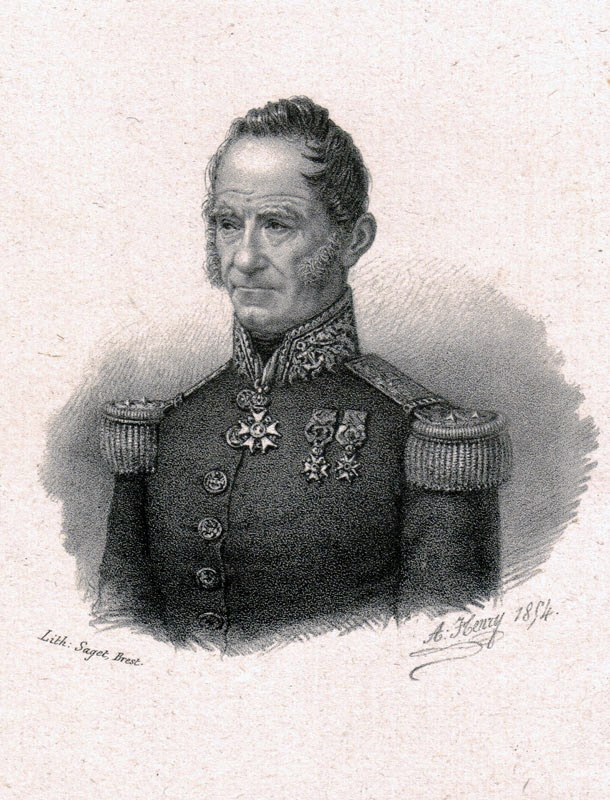
Le contre-amiral Bazoche, gouverneur de l'île Bourbon.

En 1841, il est nommé Gouverneur de l'Ile Bourbon  et dépendances et, promu contre-amiral en 1842. Il conserve cette fonction jusqu'en août 1846. Il prend ses fonctions dans l'île le 16 octobre 1841. On ne sait pas s'il rencontre alors Charles Baudelaire qui séjourne dans l'ile à ce moment-là, du 19 septembre au 20 octobre 1841.
Au début de son gouvernement, il se heurte au Conseil Colonial de l'ile, qu'il doit même dissoudre en février 1842, car le Conseil refuse toute évolution, en particulier concernant les mesures préparatoires à l'abolition de l'esclavage qui se trouve alors au centre des débats (L'abolition de l'esclavage est proclamée définitivement en 1848). En effet, une ordonnance royale datant de 1840 exige dans un premier temps puis propose à la suite du tollé des Conseils Coloniaux un enseignement religieux pour les enfants esclaves et l'accès à l'école gratuite à partir de 4 ans. En 1845, il n'y a aucun enfant esclave scolarisé ; les finances ont été détournées et l'application de l'ordonnance saboté. Le 18 mai 1846, une nouvelle ordonnance est prise pour l'obligation de l'instruction des jeunes esclaves mais Bazoche ne l'applique pas.
Le 10 novembre 1843, Bazoche signe, à la demande de deux planteurs, un arrêté sur l'introduction des coolie chinois. C'est le début de l'engagisme chinois sur l'île,.
Ensuite, un calme relatif s'établit pour quelque temps dans les relations entre le Gouverneur et le Conseil Colonial. Toutefois, Bazoche doit avoir de nouveau recours à la dissolution en novembre 1845, après la démission des Conseillers. Par la suite, les membres du Conseil, élus après cette dissolution, composent et les relations s'améliorent au point que, à son départ de l'ile Bourbon, il est l'objet de marques d'estime de la part de ses administrés et que les membres du Conseil Colonial font une souscription pour lui offrir une épée d'honneur en témoignage de reconnaissance.

## Derniers affrontements contre l'Angleterre
De sa propre initiative, il prend possession au nom de la France, à la barbe des Britanniques, des îles de Saint-Paul et d'Amsterdam qui font partie de nos jours des Terres australes et antarctiques françaises (TAAF).
En 1843, Adam Mieroslawski, un marin d'origine polonaise qui avait usurpé la nationalité française de son frère, redécouvre les îles de Saint-Paul et d'Amsterdam. Il propose alors à Bazoche la prise de possession de ces îles désertes. En absence de navire de guerre en rade, Bazoche fait appel au trois-mâts L'Olympe, commandé par Martin Dupeyart. Le capitaine Dupeyart et son bateau vont ramener Adam Mieroslawski sur ces îles. Le capitaine Mieroslawski est mandaté par le gouverneur de Bourbon, par l'arrêté du 8 juin 1843, pour assumer le commandement de ces îles aussitôt la prise de possession au nom de la France.
Entre-temps, le Royaume-Uni conteste cette prise de possession. Pour éviter un problème diplomatique et devant l'intérêt limité de ces îles, la France envoie une dépêche à l'amiral Bazoche demandant le rappel de la garnison. Malgré les ordres, Mieroslawski persiste (il menacera même de hisser le drapeau polonais !). Il commence à négocier avec Bazoche, son ami Adolphe Camin et d'autres interlocuteurs réunionnais pour une exploitation des îles. Ils fondent alors une société par actions en 1845 pour l'exploitation des deux îles avec création d'établissement sur place. Mais l'entreprise est arrêtée en 1853, avec la mort de son fondateur et le renoncement officiel de sa souveraineté sur l'île par la France.
Ce n'est qu'en 1892 que la France officialise sa prise de possession des îles, définitive cette fois-ci.
Au cours de son séjour, il prend sous sa protection Henry de Balzac, frère de l'écrivain Honoré de Balzac, si bien que, pour le remercier, ce dernier dédicace sa nouvelle L'Interdiction, ainsi qu'un exemplaire de ses œuvres complètes : "L'INTERDICTION  Dédiée à Monsieur le Contre-amiral Bazoche Gouverneur de l'ile Bourbon - L'auteur reconnaissant".

## Retour en France et retraite.
Après son retour, en octobre 1846, après une escale à Saint Hélène, Bazoche est affecté au port de Brest, jusqu'au 26 octobre 1849, où il est mis à la retraite. Il a alors 65 ans et totalise plus de 48 ans et demi de services dont près de 23 ans à la mer (dont presque la moitié en guerre). Il est commandeur de la Légion d'honneur, chevalier de Saint-Louis et chevalier de l'Ordre (espagnol) de Saint-Ferdinand. Il meurt à Brest le 22 juin 1853 et est enterré à Brest, au cimetière Saint-Martin, dans la même tombe que son beau-père Julien Cosmao Kerjulien.

## Descendance
Charles Bazoche épouse Zélie Cosmao Kerjulien (1797 - 1873), fille aînée de l'amiral, le 21 mai 1815, à Brest. Ils ont cinq enfants, dont trois seulement survivent, l'un d'eux seulement jusqu'à l’adolescence. De là viennent, les deux branches actuelles des descendants : une branche Bès de Berc et une branche Cosmao Dumanoir.

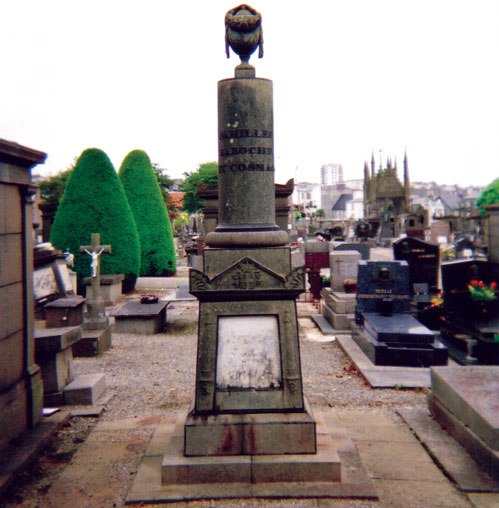
La tombe de Cosmao-Bazoche au cimetière St Martin à Brest.

### Sources et bibliographie
- Notice nécrologique de Charles Louis Joseph Bazoche : extrait du nécrologe universel du XIXe siècle (E. de Saint-Maurice Cabany, directeur rédacteur en chef), 1853.
- E. Duvernoy, Un Nancéien oublié le contre-amiral Bazoche, p.344-346, Le Pays Lorrain, 1919
- Raoul Lucas et Mario Serviable, Commandants et Gouverneurs de l'île de la Réunion, Océan Éditions, 2008
- Philippe Cosmao Dumanoir, Va de bon cœur L'amiral Cosmao Kerjulien (1761 1825), L'Harmattan, 2017